# Vice Versa (roman)
Pour les articles homonymes, voir Vice versa.
Vice Versa (titre original : Equinox) est un roman de l'écrivain afro-américain Samuel R. Delany paru en 1973. Il s'agit de sa première publication d'un corpus explicitement sexuel. Il y raconte une série de rencontres érotiques et violentes dans un petit port maritime américain à la suite de l'arrivée d'un capitaine afro-américain. Il s'agit d'une œuvre qui n'est pas de la science-fiction, mais qui contient des éléments fantastiques,.
Peter Nicholls dans son entrée pour The Encyclopedia of Science Fiction décrit le roman comme « sérieux dans son intention, bien que susceptible de choquer la plupart des lecteurs dans son évocation des extrêmes du sadomasochisme dans une imagerie parfois poétique et souvent dégoûtante - et ainsi intentionnellement conçu - peut-être - comme un rituel baudelairien de passage. » , .

## Historique
Vice Versa a été écrit en même temps que Dhalgren. Equinox était le titre préféré de Samuel Delany, mais le livre est initialement publié sous le titre The Tides of Lust (qui pourrait se traduite en français par « Les marées du désir »), un compromis avec l'éditeur Lancer Books, qui voulait l'appeler Tides of Eros.
En 1975 paraît une traduction en français, publiée par Champ libre (collection Chute libre) sous le titre Vice Versa.
Le livre est publié pour la première fois au Royaume-Uni en 1980 par Savoy Books of Manchester. 2 000 exemplaires sont saisis par la police (ainsi que 3 000 exemplaires du roman de Charles Platt The Gas) et le reste du tirage est retiré des rayons des libraires. À la suite de poursuites pénales, l'un des partenaires de Savoy, David Britton, est envoyé en prison en mai 1982. Lors de la réédition au début des années 1980, pour éviter le problème, tous les âges des personnes mineures performant des actes sexuels dans le roman sont majorées de 100 ans ; par exemple, il y a ainsi des enfants de 109 ans dans le texte du roman.
Masquerade Books publie une nouvelle édition de poche américaine est publiée en janvier 1994 sous le label RhinocEros.

## Résumé
Vice Versa retrace les rencontres sexuelles violentes qui suivent - « la recherche de gratification érogène d'un groupe diversifié de personnes » l'arrivée d'un capitaine anonyme de la mer Noire, naviguant sur son bateau diesel de 72 pieds, le Scorpion, avec son chien Niger et deux adolescents Gunner et Kirsten. Ils accostent dans un petit port maritime américain et rencontrent ses habitants  :  Robby, un vagabond naïf, Catherine, une comtesse, Proctor, un artiste, Bull, le shérif de la ville (ui-même un criminel) et son agent nazi tout aussi malfaisant ; et divers autres personnages, dont les jumeaux noirs et blancs (autoproclamés « artistes du viol ») Nig et Dove.
Un portefeuille perdu amènent les nouveaux arrivants jusqu'à son propriétaire, l'artiste Jonathan Proctor. Dans son studio, Proctor raconte au capitaine l'histoire de sa vie en épisodes picaresques, le point culminant étant le récit de sa première rencontre avec l'envoûtante comtesse Catherine, plusieurs années auparavant, . Lesta comtesse est présentée comme une sorte de Madone maléfique : dépravée, hypocrite, perversement sainte. Proctor mobilise le capitaine et les autres personnages dans une sorte d'assaut militaire amoureux contre elle, qui personnifie un double standard religieux. Dans le mouvement final du roman, les auteurs d'un crime sexuel épouvantable sont protégés par leurs amis corrompus, tandis que le vagabond totalement innocent Robby est lynché à leur place.
Le roman contient de nombreuses et longues descriptions sexuelles très explicites. Les pratiques décrites sont polymorphes, bisexuelles, impliquant souvent des partenaires multiples et des mineurs, et incorporant des éléments urophiles et BDSM.
Il existe un leitmotiv dans l'œuvre liée au mythe de Faust, et à plusieurs reprises, le capitaine est soit assimilé au diable, soit décrit comme étant lui-même Satan. Bien que sexuellement rapace, le personnage du capitaine est sympathique et, dans sa conduite et ses attitudes, il est considéré comme l'un des personnages les moins véritablement méchants du récit.